# Refik Hadžimejlić
Šejh Refik ef. Hadžimejlić (Živčići, 1896. – Moštre, 11. siječnja 1969.), bosanskohercegovački je teolog, šejh nakšibendijskog tarikata.

## Životopis
Rođen je 1896. godine u Živčićima pokraj Fojnice, kao sin šejha Hasan ef. Hadžimejlića i unuk šejha Mejli-babe. Školovanje i medresu je završio u Fojnici. Nakon završetka medrese izbija Prvi svjetski rat i on biva regrutiran u austrougarsku vojsku. Kao ratni zarobljenik odveden je u Rusiju, gdje je ostao punih sedam godina. U Rusiji je bio sudionik Listopadske revolucije. 
Nakon povratka iz rata vraća se u rodno mjesto te obnavlja tekiju u Vukeljićima. Rekonstruirao je tekiju iz temelja čije je otvorenje upriličeno 1923. godine. Poslije toga odlazi u Tetovo, gdje obavlja dužnost imama sljedećih pet godina. Kasnije su uslijedila službovanja u Orahovici pokraj Nemile, u Moštrama pokraj Visokog. Hilafetnamu za šejha dobiva 1965. godine od svoga brata šejha hfz. Muse Kjazima. 
Na hadž odlazi 1966. godine, a 11. siječnja 1969. godine umire u Moštrama. Prema smrt svojoj djeci je dao obvezu da ga ukopaju u Živčićima, ali zbog otežanih uslova i snježnih nanosa, ukopan je uz Moštru. Nakon dvije godine, u proljeće 1971. godine trebao se graditi autoput i njegov mezar je bio na samoj trasi, tako da su ga na kraju prenijeli u Živčiće.  
Govorio je turski, arapski i perzijski jezik.